# Isostomyia lunata
Isostomyia lunata är en tvåvingeart som först beskrevs av Theobald 1901.  Isostomyia lunata ingår i släktet Isostomyia och familjen stickmyggor. Inga underarter finns listade i Catalogue of Life.